# Ruisseau à Truchon
Pour les articles homonymes, voir Truchon.
Le ruisseau à Truchon est un affluent de la rivière du Sault aux Cochons, coulant sur la rive Nord-Ouest du fleuve Saint-Laurent, dans le territoire non organisé Lac-au-Brochet, dans la municipalité régionale de comté (MRC) de La Haute-Côte-Nord, dans la région administrative de la Côte-Nord, dans la Province de Québec, au Canada. Le cours de cette rivière descend entièrement dans la Zec de Forestville.
À partir de la route 138, la route forestière R0952 remonte par la rive Sud la vallée de la rivière du Sault aux Cochons, en passant devant l’embouchure du ruisseau à Truchon. À partir de l’embouchure de la rivière, une autre route forestière secondaire remonte le cours de la rivière malgré la topographie montagneuse,,.
La foresterie constitue la principale activité économique du secteur ; les activités récréotouristique, en second.
La surface du ruisseau à Truchon habituellement gelée de la fin novembre au début avril, toutefois la circulation sécuritaire sur la glace se fait généralement de la mi-décembre à la fin mars.

## Géographie
S'écoulant en direction sud-est sur le territoire de la zec de Forestville, il rejoint la rivière du Sault aux Cochons à environ 30 km au nord-ouest de Forestville, sur la Côte-Nord.
Les principaux bassins versants voisins du ruisseau à Truchon sont :
- côté Nord : Petite rivière Ouelette, rivière Nicette, lac Nicette, lac Ouelette, rivière Ouelette, rivière Betsiamites ;
- côté Est : rivière aux Pins (rivière Laval), lac Nazaire, ruisseau Nazaire, rivière Ouelette, rivière Laval ;
- côté Sud : rivière du Sault aux Cochons, ruisseau aux Chiens, ruisseau Savard, ruisseau Lecourt, ruisseau Perdu, ruisseau Marcoux, rivière Portneuf (Côte-Nord) ;
- côté Ouest : rivière du Sault aux Cochons, rivière Nicette, lac Nicette, ruisseau Butler, ruisseau à Truchon, rivière Isidore, rivière Isidore Est[3].

Le ruisseau à Truchon prend sa source à la confluence du ruisseau de la Savane (venant de l’Est) et du ruisseau de la Savane Nord (venant du Nord), en zone forestière. Cette source est située à :
- 35,3 km d’une baie de l’Est du réservoir Pipmuacan ;
- 28,7 km au Sud-Est du centre du village de Labrieville ;
- 15,6 km au Nord-Ouest de l’embouchure du ruisseau à Truchon (confluence avec la rivière du Sault aux Cochons) ;
- 47,4 km au Nord-Ouest de la confluence de la rivière du Sault aux Cochons et du fleuve Saint-Laurent, à Forestville ;
- 61,5 km au Sud-Ouest de l’embouchure de la rivière Betsiamites[3].

À partir de l’embouchure de sa source, le ruisseau à Truchon coule généralement dans une vallée encaissée en zones forestières sur 29,9 km selon les segments suivants :
Cours supérieur du ruisseau à Truchon (segment de 14,5 km
- 2,5 km vers le Sud-Ouest en serpentant en début de segment et en traversant le lac Truchon (longueur : 0,8 km ; altitude : 365 m) sur 0,7 km, jusqu’à son embouchure ;
- 2,5 km vers le Sud, jusqu’à la décharge (venant du Sud) du Lac du Sauvage, correspondant à un coude de la rivière ;
- 3,6 km vers le Sud-Ouest, jusqu’à la décharge (venant du Nord) du Lac Boswell ;
- 3,0 km vers l’Est, jusqu’à la décharge (venant du Nord) du Lac Charles ;
- 2,9 km vers le Sud-Est, jusqu’à la décharge (venant du Sud-Ouest) du Lac Panache Supérieur et Lac Panache Inférieur ;

Cours inférieur du ruisseau à Truchon (segment de 15,4 km
- 8,3 km vers l’Est en traversant trois zones de marais et en serpentant, jusqu’à la décharge (venant du Nord-Ouest) du Petit lac du Déboulis ;
- 0,2 km vers le Nord-Est, jusqu’à la décharge (venant du Nord) du Lac la Chute Nord ;
- 3,4 km vers le Sud-Est en passant au Sud-Ouest d’une montagne dont un sommet atteint 456 m, jusqu’à la décharge (venant du Nord) du lac Pistolet ;
- 3,5 km vers le Sud en passant entre les montagnes dont le plus haut sommet à proximité atteint 413 m du côté Est, en formant une courbe vers l’Est, jusqu'à la confluence de la rivière[3].

L'embouchure du ruisseau à Truchon se déverse dans un coude de rivière sur la rive Nord de la rivière du Sault aux Cochons dans le territoire non organisé de Lac-au-Brochet. Cette confluence du ruisseau à Truchon située à :
- 43,7 km au Sud-Est du centre du village de Labrieville ;
- 32,5 km au Nord-Ouest de la confluence de la rivière du Sault aux Cochons et du fleuve Saint-Laurent ;
- 52,9 km au Sud-Ouest de l’embouchure de la rivière Betsiamites[3].

## Toponymie
Ce toponyme évoque l’œuvre de vie d’Émile Truchon. Né en 1905 à Saint-Luc-de-Matane, au Bas-Saint-Laurent, Truchon décède en 1975. Émile Truchon était familier avec ce secteur boisé de la Côte-Nord. De 1952 à 1970, Truchon a effectué de nombreuses coupes de bois pour le compte de la compagnie forestière Reed, devenue propriété de Daishowa ; ces coupes se sont faites notamment en bordure du ruisseau qui porte aujourd'hui son nom. À titre d'entrepreneur privé (désigné populairement de « jobbeur »), il s’occupait du bon fonctionnement des camps forestiers. Il supervisait le travail des bûcherons qu'il avait lui-même engagés.
Le toponyme "Ruisseau à Truchon" a été officialisé le 5 décembre 1968 à la Banque des noms de lieux de la Commission de toponymie du Québec, soit à la création de cette commission.